# Brachynemurus carolinus
Brachynemurus carolinus är en insektsart som beskrevs av Banks 1911. Brachynemurus carolinus ingår i släktet Brachynemurus och familjen myrlejonsländor. Inga underarter finns listade i Catalogue of Life.